# Università Humboldt di Berlino
L'Università Humboldt di Berlino (in tedesco Humboldt-Universität zu Berlin) è la più antica delle quattro università di Berlino. Si trova nel quartiere Mitte, all'estremità orientale dell'Unter den Linden. La facciata dell'edificio chiude su lato nord il Forum Fridericianum (oggi Bebelplatz).

## Storia
L'edificio fu costruito nel 1753 per il principe Enrico di Prussia, fratello di Federico il Grande. Nel 1810 vi si insediò la neonata università di Berlino (dal 1828 Friedrich-Wilhelms-Universität), fondata per iniziativa di Wilhelm von Humboldt. Nel 1949 venne ridenominata Humboldt-Universität, in onore dei fratelli Wilhelm e Alexander von Humboldt.
Il progetto originario della struttura, con l'edificio principale e il cortile centrale racchiuso da due ali laterali, venne ampliato nel 1913-20 su progetto dell'architetto Ludwig Hoffmann. All'ingresso dell'edificio vi sono due statue in marmo ad opera di Paul Otto: una rappresenta Wilhelm von Humboldt con in mano un libro e l'altra il fratello Alexander von Humboldt seduto su un globo. La porta d'ingresso, con ai lati due allegorie rappresentanti l'aurora e il crepuscolo, conduce al cortile interno, progettato da Reinhold Begas.
Alla fine della guerra, l'università si trovò nel settore sovietico, pertanto nel 1948, nei settori occidentali, fu fondata l'Università libera di Berlino.

## Sedi

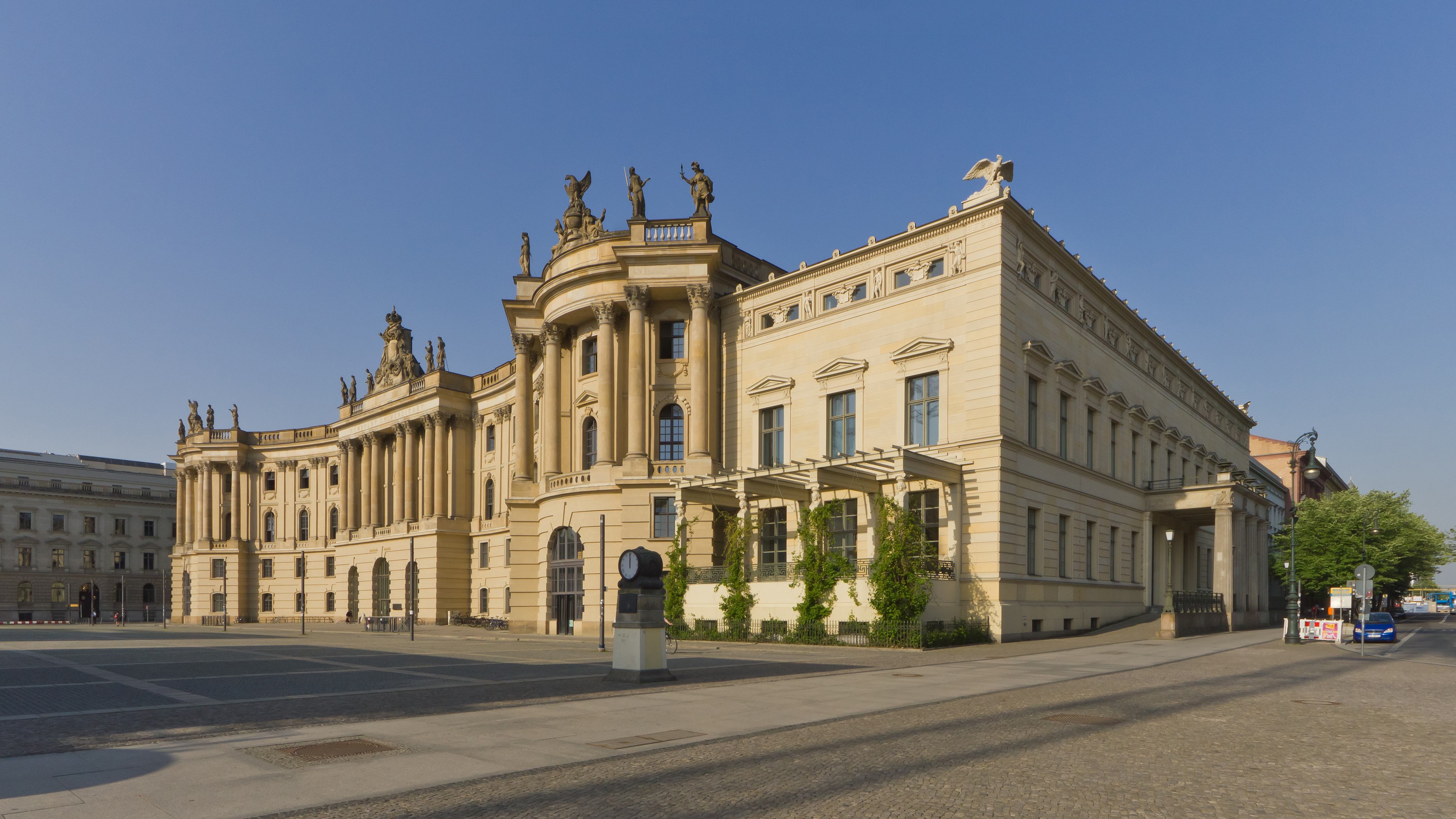
Sede della facoltà di giurisprudenza

Nell'edificio principale dell'università, denominato ufficialmente Hauptgebäude, hanno sede il rettorato, gli uffici amministrativi, gli istituti di anglistica, archeologia, filologia classica, filosofia e storia, una mensa e l'aula magna. Gli istituti delle facoltà umanistiche si trovano negli edifici delle vie adiacenti, mentre la facoltà di giurisprudenza è ospitata nell'edificio che una volta era l'Alte Bibliothek di Bebelplatz. La facoltà di medicina, unita a quella dell'Università libera di Berlino, trova collocazione presso l'ospedale universitario della Charité; infine, le facoltà scientifiche sono ubicate nel campus di Adlershof, nel sud-est della città.
Stampata sulle scale della sede principale si trova la frase di Karl Marx «Die Philosophen haben die Welt nur verschieden interpretiert; es kommt aber darauf an, sie zu verändern» («I filosofi hanno soltanto diversamente interpretato il mondo; si tratta ora di trasformarlo»), Tesi su Feuerbach, Tesi XI.
La nuova sede centrale della biblioteca universitaria (Grimm-Zentrum), inaugurata nell'ottobre 2009, si trova nei pressi della stazione di Berlino-Friedrichstraße, a pochi metri dallo Hauptgebäude.

## Struttura
L'università è organizzata nelle seguenti facoltà:
- Economia e gestione aziendale
- Filologia, letteratura e linguistica
- Giurisprudenza
- Lettere e filosofia
- Medicina
- Scienze matematiche, fisiche e naturali
- Scienze umanistiche, sociali e dell'educazione
- Scienze della vita
- Teologia